# Antônio Teixeira de Albuquerque
Antônio Teixeira de Albuquerque (Maceió, 15 de abril de 1840 – Rio Largo, 7 de abril de 1887) foi um ex-padre católico, o primeiro batista brasileiro e o primeiro pastor batista brasileiro.

## Biografia
Albuquerque foi o único filho de Felipe Ney de Albuquerque e Helena Maria da Conceição. Por imposição do pai, foi para o Seminário Católico de Olinda, completando o curso em 1871. Em 30 de novembro do mesmo ano foi ordenado padre.
Ficou 3 anos como sacerdote em Alagoas, porém abandonou o sacerdócio porque, após assistir secretamente reuniões evangélicas do missionário presbiteriano John Rockwell Smith, concluiu que doutrina católica não era bíblica. Casou-se em 1878 em Pernambuco com Francisca de Jesus, com quem teve cinco filhos. O desejo de se casar foi um dos argumentos dados para sair da Igreja Católica.
Em 1879, dirige-se ao Rio de Janeiro, sendo acolhido pelo missionário metodista J. J. Ransom.  Após tomar contato com os batistas em Santa Bárbara d'Oeste, uniu-se a eles.  Fez sua profissão de fé no 3º domingo de 1880 e foi batizado na igreja. No mesmo dia foi ordenado pastor batista na loja maçônica da cidade. Pregava em Piracicaba e Capivari.
Deixou de pregar por um tempo devido a uma desavença com o pastor Elias Hoton Quillin, mas depois perdoaram-se.  Junto com Zacharias Clay Taylor e Katherine Steves Crawford Taylor, e Willian Buck Bagby e Anne Luther Bagby, dirigiu-se à Bahia para fundar a primeira igreja batista brasileira, em Salvador.
Voltou para Maceió para fundar a 1ª Igreja Batista de Maceió. Lá ordenou o pastor Wandragésilo Melo Lins.  Também escreveu o opúsculo Três razões porque deixei a Igreja romana.  A igreja batizou 80 pessoas nos dois anos em que ficou lá, incluindo seus pais, que o haviam renegado.  Após ficar doente retirou-se para Rio Largo, onde morreu.